# The Very Best of Diana Krall
| Оценки критиков | Оценки критиков |
| Источник        | Оценка          |
| --------------- | --------------- |
| AllMusic        | [ 1 ]           |
| Tom Hull        | B+              |
| laut.de         | [ 3 ]           |
| Now             | 3/5             |
| PopMatters      | 6/10            |

The Very Best of Diana Krall — первый сборник лучших хитов канадской певицы Дайаны Кролл, вышедший 18 сентября 2007 года на лейбле Verve Records.
Альбом дебютировал на 19 месте в американском хит-параде Billboard 200, с продажами 30 000 копий за первую неделю. Billboard поместил альбом на 33 место в рейтинге лучших джазовых альбомов десятилетия.

## Об альбоме
Альбом получил положительные отзывы музыкальных критиков.
Кристофер Лаудон из JazzTimes отметил: «В названии содержится довольно очевидный вопрос: Действительно ли эти 15 треков, охватывающие 10 лет и шесть альбомов*, представляют все лучшее, что есть в творчестве Дайаны Кралл? Ответ столь же очевиден: конечно же, нет. Да и как они могут?… Тем не менее, если отбросить семантику, нельзя отрицать, что это, особенно для неофитов Кралл, прекрасная подборка. И, да, он будет полезен и тем из нас, в чьих библиотеках уже есть весь канон Кралл». Уилл Лэйман из PopMatters отметил: «Итак, мы получаем The Very Best of Diana Krall, который является профессиональным, ловким, завершённым и слишком часто скучным. Но, возможно, большинству людей нравится именно скучный джаз». Мэтт Коллар из AllMusic написал: «The Very Best of Diana Krall представляет собой хороший срез композиций, записанных пианисткой и вокалисткой, начиная с её прорывного альбома 1996 года All for You и заканчивая её работой 2006 года From This Moment On. Это в основном урбанистические и стильные записи… Если вы поклонник прямолинейного джаза с большим налётом романтики и ещё не знакомы с творчеством Кралл, The Very Best — отличное место, чтобы начать».
- Уточнение: на самом деле подборки сделаны из семи альбомов, так как два трека взяты из концертного альбома Live In Paris.

Диск возглавил джазовый чарт в США (№ 1 в Billboard Jazz), достиг № 6 в Канаде и № 19 в Billboard 200.

## Список композиций
| №   | Название                                                 | Автор(ы)                      | Длительность |
| --- | -------------------------------------------------------- | ----------------------------- | ------------ |
| 1.  | «'S Wonderful»                                           | George Gershwin Ira Gershwin  | 4:26         |
| 2.  | «Peel Me a Grape»                                        | Dave Frishberg                | 5:49         |
| 3.  | «Pick Yourself Up»                                       | Jerome Kern Dorothy Fields    | 3:01         |
| 4.  | «Frim Fram Sauce»                                        | Joe Ricardel Redd Evans       | 5:00         |
| 5.  | «You Go to My Head»                                      | J. Fred Coots Haven Gillespie | 6:46         |
| 6.  | «Let's Fall in Love»                                     | Ted Koehler Harold Arlen      | 4:18         |
| 7.  | «The Look of Love»                                       | Burt Bacharach Hal David      | 4:41         |
| 8.  | «East of the Sun (and West of the Moon)» (live in Paris) | Brooks Bowman                 | 5:45         |
| 9.  | «I've Got You Under My Skin»                             | Cole Porter                   | 6:08         |
| 10. | «All or Nothing at All»                                  | Jack Lawrence Arthur Altman   | 4:32         |
| 11. | «Only the Lonely»                                        | Jimmy Van Heusen Sammy Cahn   | 4:16         |
| 12. | «Let's Face the Music and Dance»                         | Irving Berlin                 | 5:17         |
| 13. | «The Heart of Saturday Night»                            | Tom Waits                     | 4:05         |
| 14. | «Little Girl Blue»                                       | Richard Rodgers Lorenz Hart   | 5:38         |
| 15. | «Fly Me to the Moon» (live in Paris)                     | Bart Howard                   | 5:43         |

| №   | Название          | Автор(ы)                   | Длительность |
| --- | ----------------- | -------------------------- | ------------ |
| 16. | «Narrow Daylight» | Elvis Costello Diana Krall | 3:32         |

| №  | Название                                                   | Длительность |
| -- | ---------------------------------------------------------- | ------------ |
| 1. | «Narrow Daylight» (музыкальное видео)                      |              |
| 2. | «Let's Face the Music and Dance» (музыкальное видео)       |              |
| 3. | «The Look of Love» (музыкальное видео)                     |              |
| 4. | «Temptation» (концертное исполнение)                       |              |
| 5. | «Almost Blue» (музыкальное видео)                          |              |
| 6. | «Abandoned Masquerade» (концертное исполнение)             |              |
| 7. | «Fly Me to the Moon» (концертное исполнение)               |              |
| 8. | «The Girl in the Other Room» (концертное исполнение)       |              |
| 9. | «What Are You Doing New Year's Eve» (студийное исполнение) |              |

## Позиции в чартах
| Чарт (2007)                             | Высшая позиция |
| --------------------------------------- | -------------- |
| Австралия (ARIA)                        | 40             |
| Австралия Jazz & Blues Albums (ARIA)    | 2              |
| Австрия (Ö3 Austria)                    | 36             |
| Бельгия/Фландрия (Ultratop)             | 57             |
| Бельгия/Валлония (Ultratop)             | 29             |
| Канада (Canadian Albums Chart)          | 6              |
| Европа European Albums (Billboard)      | 15             |
| Франция Compilation Albums (SNEP)       | 9              |
| Германия (Offizielle Top 100)           | 52             |
| Греция (IFPI)                           | 13             |
| Венгрия (MAHASZ)                        | 6              |
| Италия (Classifica album)               | 17             |
| Япония (Oricon)                         | 64             |
| Новая Зеландия (RMNZ)                   | 17             |
| Норвегия (VG-lista)                     | 6              |
| Португалия (AFP)                        | 3              |
| Шотландия (Scottish Albums Chart)       | 58             |
| Испания (PROMUSICAE)                    | 31             |
| Швеция (Sverigetopplistan)              | 18             |
| Швеция Jazz Albums (Sverigetopplistan)  | 1              |
| Швейцария (Schweizer Hitparade)         | 25             |
| Великобритания (UK Albums Chart)        | 35             |
| 2                                       |                |
| США (Billboard 200)                     | 19             |
| США (Billboard Top Jazz Albums)         | 1              |
| США Traditional Jazz Albums (Billboard) | 1              |

| Чарт (2014)   | Высшая позиция |
| ------------- | -------------- |
| Польша (ZPAV) | 1              |

| Чарт (2016)      | Высшая позиция |
| ---------------- | -------------- |
| Чехия (ČNS IFPI) | 75             |

| Чарт (2007)                          | Позиция |
| ------------------------------------ | ------- |
| Австралия Jazz & Blues Albums (ARIA) | 7       |
| Венгрия (MAHASZ)                     | 66      |
| США Top Jazz Albums (Billboard)      | 6       |

| Чарт (2008)                          | Позиция |
| ------------------------------------ | ------- |
| Австралия Jazz & Blues Albums (ARIA) | 10      |
| США Top Jazz Albums (Billboard)      | 3       |

| Чарт (2009)                          | Позиция |
| ------------------------------------ | ------- |
| Австралия Jazz & Blues Albums (ARIA) | 10      |
| США Top Jazz Albums (Billboard)      | 35      |

| Чарт (2010)                          | Позиция |
| ------------------------------------ | ------- |
| Австралия Jazz & Blues Albums (ARIA) | 9       |

| Чарт (2011)                          | Позиция |
| ------------------------------------ | ------- |
| Австралия Jazz & Blues Albums (ARIA) | 10      |

| Чарт (2012)                          | Позиция |
| ------------------------------------ | ------- |
| Австралия Jazz & Blues Albums (ARIA) | 10      |

| Чарт (2013)                          | Позиция |
| ------------------------------------ | ------- |
| Австралия Jazz & Blues Albums (ARIA) | 11      |

| Чарт (2014)                          | Позиция |
| ------------------------------------ | ------- |
| Австралия Jazz & Blues Albums (ARIA) | 7       |

| Чарт (2015)                          | Позиция |
| ------------------------------------ | ------- |
| Австралия Jazz & Blues Albums (ARIA) | 13      |

| Чарт (2016)                          | Позиция |
| ------------------------------------ | ------- |
| Австралия Jazz & Blues Albums (ARIA) | 10      |

| Чарт (2017)                          | Позиция |
| ------------------------------------ | ------- |
| Австралия Jazz & Blues Albums (ARIA) | 17      |

| Чарт (2018)                          | Позиция |
| ------------------------------------ | ------- |
| Австралия Jazz & Blues Albums (ARIA) | 38      |

| Чарт (2019)                          | Позиция |
| ------------------------------------ | ------- |
| Австралия Jazz & Blues Albums (ARIA) | 41      |

## Сертификации
| Регион | Сертификация | Продажи  |
| --- | ------------ | -------- |
| Бразилия (ABPD) | Золотой      | 30 000*  |
| Канада (Music Canada) | Платиновый   | 100 000^ |
| Венгрия (Mahasz) | Платиновый   | 6000^    |
| Польша (ZPAV) | Платиновый   | 20 000*  |
| Португалия (AFP) | Золотой      | 10 000^  |
| Великобритания (BPI) | Серебряный   | 60 000   |
| * Данные о продажах приведены только на основе сертификации. · ^ Данные о тиражах приведены только на основе сертификации. · Данные о продажах + прослушиваниях приведены только на основе сертификации. |              |          |